# Laura Taalman

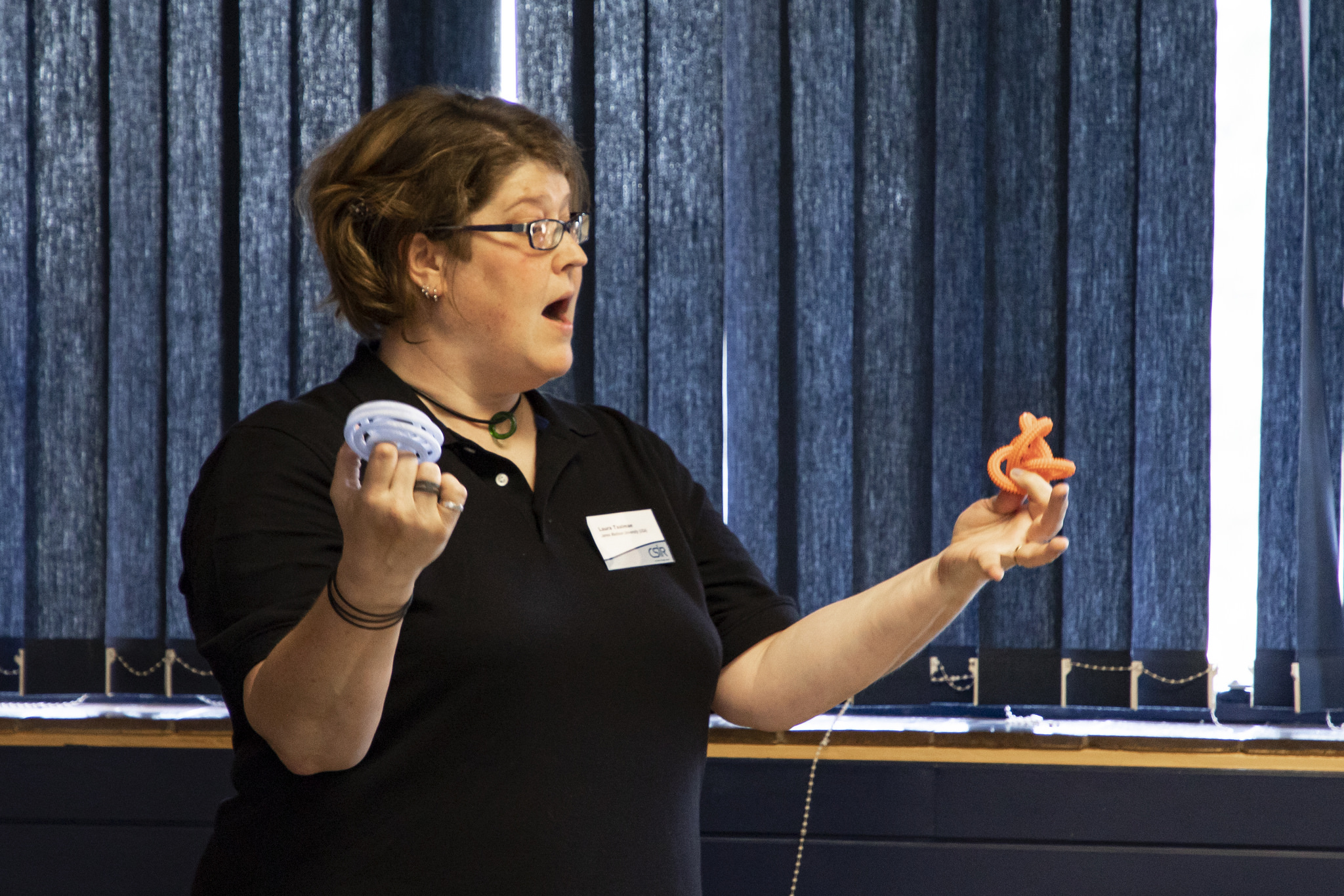
Laura Taalman na África do Sul

Laura Anne Taalman, também conhecida como mathgrrl, é uma matemática estadunidense, conhecida por seu trabalho sobre matemática do Sudoku e por seus modelos matemáticos em impressão 3D. Suas pesquisas matemáticas envolvem teoria dos nós e geometria algébrica singular. É professora de matemática da Universidade James Madison.

## Formação
Taalman obteve um bacharelado em matemática na Universidade de Chicago em 1994. Obteve um Ph.D. na Universidade Duke em 2000, com a teseMonomial Generators for the Nash Sheaf of a Complete Resolution, orientada por William L. Pardon. Após o doutorado tornou-se professora da Universidade James Madison faculty; foi matemática residente no National Museum of Mathematics em 2014–2015.

## Impressão 3D

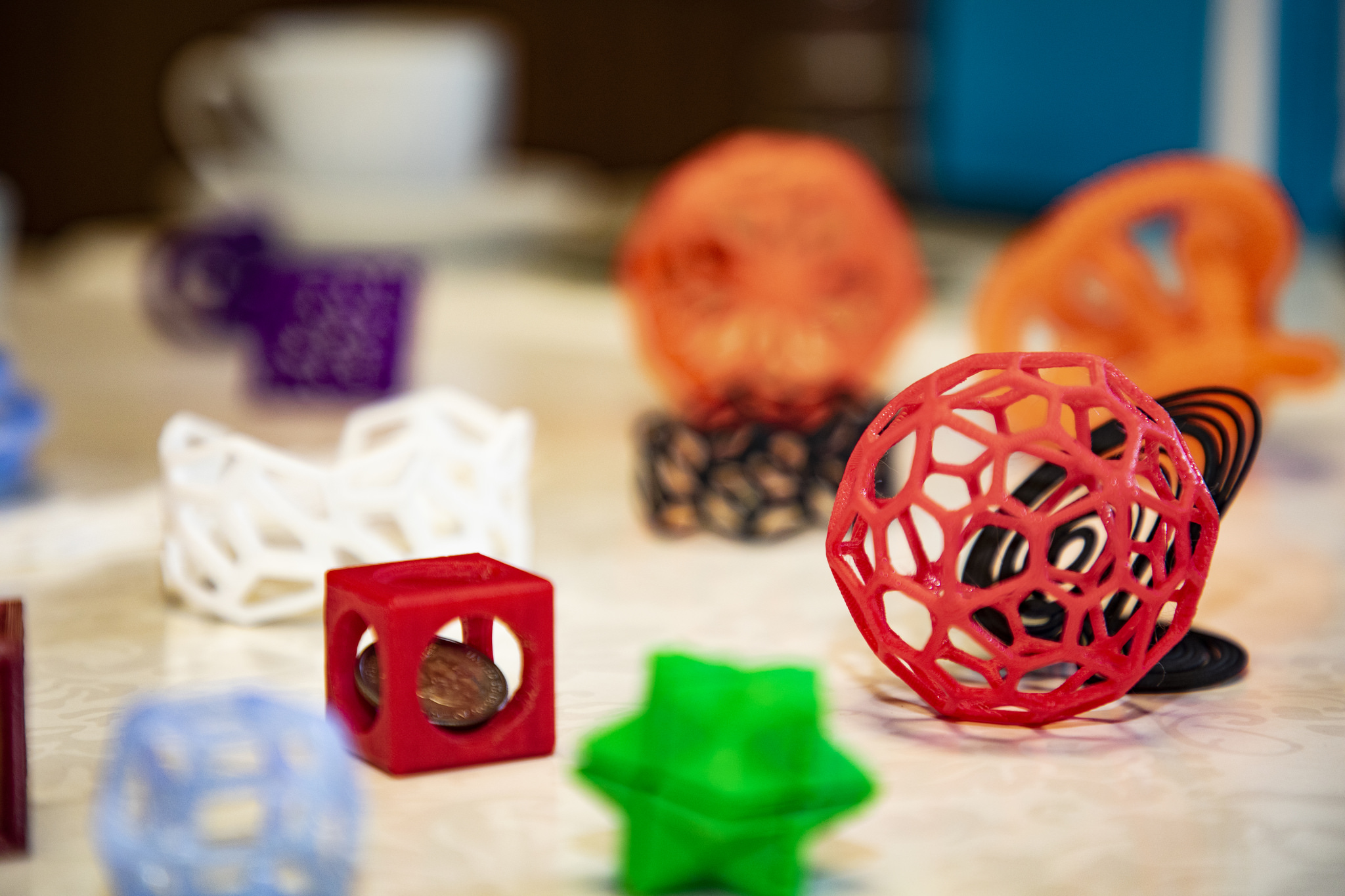
Impressões 3D e modelos matemáticos por Taalman

Em 2013–2014, apos tornar-se chefe do Laboratório de Impressão 3D da Universidade James Madison, a despeito de sua inexperiência com o tema, Taalman iniciou o projeto de imprimir um modelo 3D por dia. Seus modelos incluíram temas da matemática, incluindo nós, fractais e poliedros de encaixe.

## Livros
Com Peter Kohn, Taalman é autora do livro-texto Calculus. E também autora de Calculus I with Integrated Precalculus.
Com Jason Rosenhouse é autora de Taking Sudoku Seriously: The Mathematics Behind the World’s Most Popular Pencil Puzzle. Também escreveu uma série de livros sobre Sudoku com Philip Riley.